# 帕维尔·巴季茨基
帕維爾·費多羅維奇·巴季茨基（俄語： 1910年6月27日—1984年2月17日）苏联军事领导人。1953年12月，由赫鲁晓夫策划，并在朱可夫的协助下，巴季茨基亲手处决了苏联前内务部部长贝利亚。 1965年曾获得苏联最高荣誉称号苏联英雄，1968年被任命为苏联元帅。巴季茨基1924年参加红军，在1966年至1978年间担任苏联国土防空军司令。